# Fiyi en la Copa Mundial de Rugby de 2003
La Selección de rugby de Fiyi fue uno de los 20 participantes de la Copa Mundial de Rugby de 2003 que se realizó en Australia.
Fue la cuarta participación de los Flying Fijians en la Copa Mundial de Rugby.

## Plantel
| Nombre               | Posición       | Club                       |
| -------------------- | -------------- | -------------------------- |
| Greg Smith (c.)      | hooker         | Waikato                    |
| Isaia Rasila         | hooker         | Nadroga                    |
| Bill Gadolo          | hooker         | Nadroga                    |
| Richard Nyholt       | pilar          | Universidad de Queensland  |
| Joeli Veitayaki      | pilar          | King Country               |
| Nacanieli Seru       | pilar          | Suva                       |
| Kele Leawere         | segunda línea  | Nadroga                    |
| Emori Katalau        | segunda línea  | Llanelli RFC               |
| Ifereimi Rawaqa      | segunda línea  | Lautoka                    |
| Vula Maimuri         | segunda línea  | North Harbour              |
| Apenisa Naevo        | segunda línea  | Counties Manukau           |
| Alifereti Doviverata | ala            | Yamaha Júbilo              |
| Kitione Salawa       | ala            | Gaunavou                   |
| Sisa Koyamaibole     | ala            | Toyota Industries Shuttles |
| Koli Sewabu          | ala            | Yamaha Júbilo              |
| Setareki Tawake      | número 8       | Suva                       |
| Alfie Mocelutu       | número 8       | City of Derry              |
| Samisoni Rabaka      | medio scrum    | Nadi                       |
| Jacob Rauluni        | medio scrum    | Rotherham                  |
| Mosese Rauluni       | medio scrum    | Brisbane Easts             |
| Nicky Little         | medio apertura | Saracens                   |
| Waisale Serevi       | medio apertura | Stade Montois              |
| Seru Rabeni          | centro         | Otago Razorbacks           |
| Saimoni Rokini       | centro         | Naitasiri                  |
| Epeli Ruivadra       | centro         | Tailevu                    |
| Isa Nacewa           | centro         | Auckland                   |
| Rupeni Caucaunibuca  | wing           | Blues                      |
| Aisea Tuilevu        | wing           | North Harbour              |
| Marika Vunibaka      | wing           | Canterbury                 |
| Vilimoni Delasau     | wing           | Stade Montois              |
| Alfred Uluinayau     | zaguero        | Suntory Sungoliath         |
| Norman Ligairi       | zaguero        | Harlequins                 |

## Participación

### Grupo B
| Equipo         | Gan. | Emp. | Per. | A favor | En contra | Extra | Puntos |
| -------------- | ---- | ---- | ---- | ------- | --------- | ----- | ------ |
| Francia        | 4    | 0    | 0    | 204     | 70        | 4     | 20     |
| Escocia        | 3    | 0    | 1    | 102     | 97        | 2     | 14     |
| Fiyi           | 2    | 0    | 2    | 98      | 114       | 2     | 10     |
| Estados Unidos | 1    | 0    | 3    | 86      | 125       | 2     | 6      |
| Japón          | 0    | 0    | 4    | 79      | 163       | 0     | 0      |
| 11 de octubre | Francia | 61 - 18 | Fiyi | Suncorp Stadium, Brisbane |  |

| 15 de octubre | Fiyi | 19 - 18 | Estados Unidos | Suncorp Stadium, Brisbane |  |

| 23 de octubre | Fiyi | 41 - 13 | Japón | Dairy Farmers Stadium, Townsville |  |

| 1 de noviembre | Escocia | 22 - 20 | Fiyi | Aussie Stadium, Sídney |  |